# 串供
串供（Collusion）泛指犯罪嫌犯與證人，或共同犯罪的其他犯罪嫌犯，互相串通與約定，在犯罪的偵辦或調查上，基於共同的利害關係或威脅利誘下，做出具有相同內容的虛偽陳述或證詞。

## 預防串供
- 羈押、收押禁見
- 隔離偵訊

## 串供涉及的刑責
- 證人
- 偽證罪

## 外部連結
- "串供" - 搜索 Google 圖書
- Google 新聞："串供"